# Museum Collectie Brands
Museum Collectie Brands ist ein Museum in Nieuw-Dordrecht, in der Provinz Drenthe in den Niederlanden. Die Kollektion des Museums besteht hauptsächlich aus mehr als 70.000 von Jans Brands (1932–2019) gesammelten historischen Gegenständen und Büchern. Zu den Glanzstücken zählt ein mittelalterliches Vasallenregister aus dem 14. Jahrhundert. Bei Führungen durch die Ausstellung wird anhand der Schaustücke die Geschichte der Region erzählt.

## Geschichte
Die Sammelleidenschaft von Jans Johannes Brands war eine wichtige Voraussetzung für das Entstehen der Sammlung. Brands sammelte schon als Junge alltägliche Gegenstände, die viele andere Menschen weggeworfen hätten. Später kaufte er auf Flohmärkten und Versteigerungen viele weitere, teilweise einzigartige, Gegenstände für seine Sammlung.
Als das Dorf Nieuw-Dordrecht 1978 sein 125-jähriges Jubiläum feierte, gab es eine Ausstellung mit Gegenständen aus Brands' Sammlung. Hierdurch entstand bei einigen Menschen aus der Region ein Bewusstsein für den Umfang und den Wert der Sammlung. Ein neuer Verein wurde gegründet, mit dem Ziel, die Sammlung von Jans Brands zu erhalten.
Ab 1992 organisierte der Verein jährlich Ausstellungen im Dorfgemeinschaftshaus mit Gegenständen aus der Sammlung. Auch wurde ab 1997 daran gearbeitet, den Hof von Brands baulich so zu verändern, dass die Sammlung dort in gutem Zustand gelagert werden könnte. 1999 spendete die Provinz Drenthe 250.000 Gulden an den Verein, um die Erforschung des kulturhistorischen Wertes der Sammlung zu ermöglichen. Unter anderem diese Spende ermöglichte, dass Brands Bauernhaus im Jahr 2002 zum ersten Mal für das Publikum geöffnet wurde. 2003 entstand ein neuer Verein, der sich in Zukunft um die Ausstellung und Vermittlung kümmern sollte.  2007 entwickelte man Pläne für einen Anbau, die 2010 umgesetzt wurden. Wegen der Baumaßnahmen und den allgemein schlechten Lagerbedingungen im Haus wurden große Teile der Sammlung in dieser Zeit in einem externen Lager untergebracht. Die Bibliothek im Anbau wurde am 17. November 2011 offiziell eröffnet.
2015 wurde Collectie Brands offiziell als Museum anerkannt. Im Jahr 2017 folgten Renovierungs- und Umbaumaßnahmen am Bauernhaus, bei dem die dem Haus angegliederte Scheune zum Ausstellungssaal umgebaut wurde. 2020 war die Ausstellung aufgrund der Corona-Pandemie geschlossen und die Bibliothek wurde renoviert und zu einem weiteren Ausstellungssaal umgestaltet.

## Das Gebäude
Das Museum befindet sich in einem renovierten Bauernhof in Nieuw-Dordrecht, der früher von den Großeltern und Eltern von Jans Brands bewohnt wurde. 1943 wurde das Hofgebäude durch den Absturz eines alliierten Flugzeugs stark beschädigt, aber nach dem Krieg wieder aufgebaut. Esszimmer, Wohnzimmer und Küche sind heute weiterhin authentisch im Stil der 1940er und 1950er Jahre eingerichtet. Die Diele wurde zum Ausstellungssaal umgebaut. 2011 wurde ein neuer Gebäudeteil mit einem zweiten Ausstellungssaal, einem Museumscafé und einem Eingangsbereich mit Museumsladen eröffnet.

## Die Sammlung
Die Sammlung des Museums umfasst mehrere seltene oder einzigartige historische Objekte, wie etwa ein mittelalterliches Vasallenregister. Das Vasallenregister wurde 1382 im Auftrag des Bischofs von Utrecht angefertigt und umfasst eine vollständige Übersicht all seiner Vasallen und ihrer Ländereien zu diesem Zeitpunkt.
Einige weitere bemerkenswerte Objekte der Sammlung sind:
- Das handgeschriebene Testament von Prinzessin Marianne von Oranien-Nassau.
- Ein Fragment des Sikhote-Alin Meteoriten.
- Eine fortgeschrittene mechanische Curta.
- Ein goldener Solidus aus der Regierungszeit von Dagobert I., König der Franken im frühen 7. Jahrhundert.
- Das Buch De Hunenbedden in Nederland (1926) von Albert van Giffen.[7]
- Ein Deckstein des Tores von Emslandlager Dalum.

Zu der Sammlung des Museums gehören ebenfalls eine Reihe von Werken und anderer Objekte der niederländischen Künstler Hendrik Nicolaas Werkman, Jan Dekkers, Hendrik de Vries und Janny Jalving sowie Reproduktionen von Werken von Van Gogh.